# 铁楼乡
铁楼乡，是中国甘肃省陇南市文县下辖的一个乡镇级行政单位。

## 行政区划
铁楼乡共辖以下地区：
李子坝村、景家坝村、肖家山村、演武坪村、新寨村、下墩上村、麦贡山村、旧寨村、入贡山村、小沟桥村、强曲村、石门沟村、铁楼村、枕头坝村、草河坝村、寨科桥村。